# Aalénien
Stratigraphie
Toarcien Bajocien
Jurassique inférieur

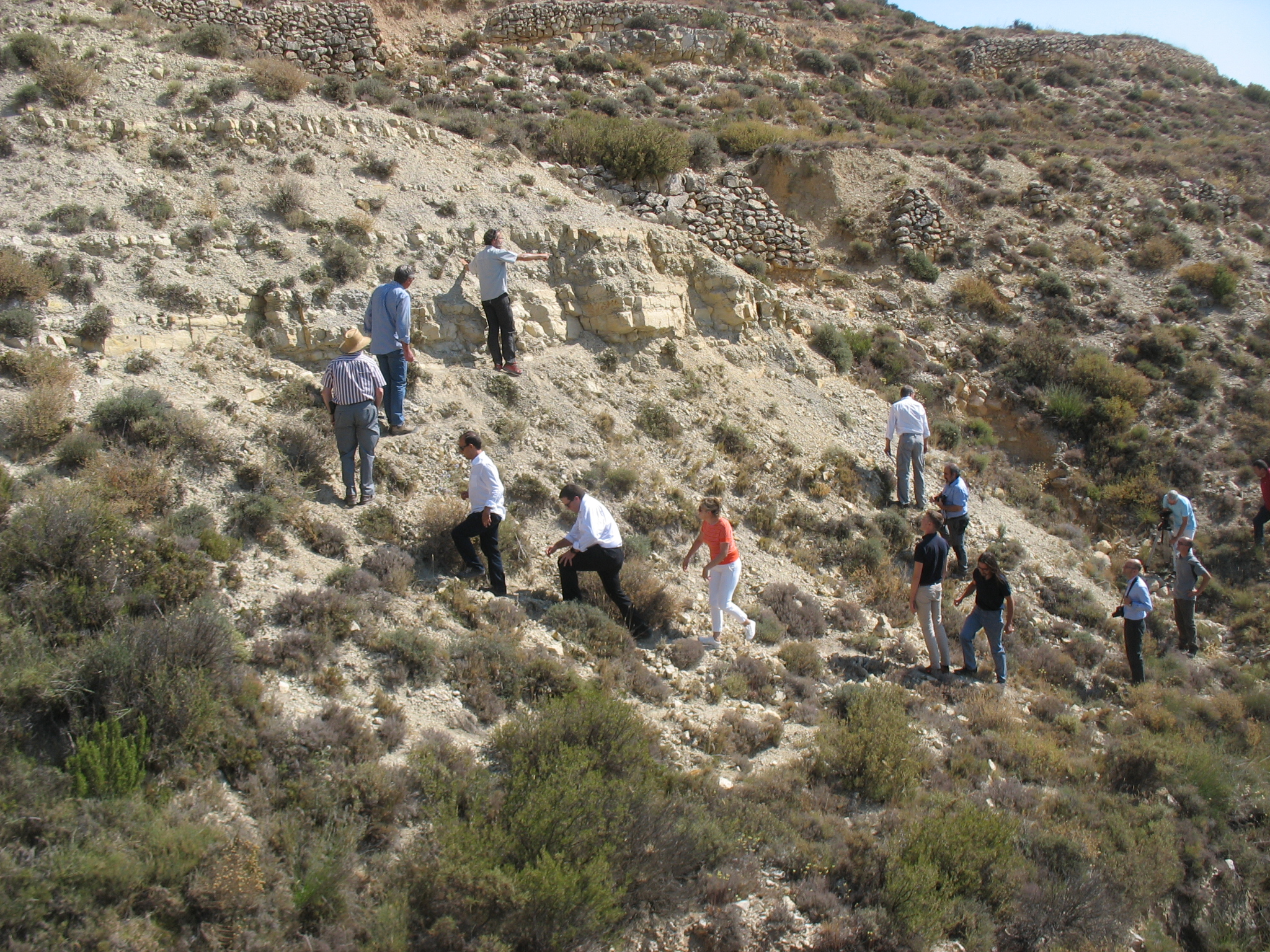
Aalenian GSSP en Espagne.

L'Aalénien est le premier étage stratigraphique du Jurassique moyen ou Dogger dans l'ère Mésozoïque. Il se situe entre les étages Toarcien (Jurassique inférieur ou Lias) et Bajocien. Il s'étend sur près de 4 millions d'années de 174,7 ± 0,8 Ma à 170,9 ± 0,8 Ma.

## Historique et étymologie
L'étage aalénien a été proposé par le paléontologue et géologue suisse Karl Mayer-Eymar en 1864. Il le définit comme la partie inférieure de la formation géologique du Brauner Jura affleurant au sud-ouest de l'Allemagne. L'Aalénien a amputé de sa partie inférieure l'étage Bajocien défini quelques années plus tôt par le naturaliste et paléontologue français Alcide d'Orbigny (1850),.
Le terme Aalénien vient de la ville d'Aalen dans le Bade-Wurtemberg où affleurent les séries du Brauner Jura dans lesquelles du minerai de fer était extrait de sables à oolithes ferrigineuses.

## Stratotype

### Stratotype historique
L'Aalénien a été défini près de la ville allemande d'Aalen. Il constitue la partie inférieure de la formation géologique du Brauner Jura avec des faciès variés de marnes noires, de calcaires fossilifères souvent ferrifères et de sables à oolithes ferrugineuses. Ce stratotype est aujourd'hui obsolète et remplacé par un stratotype sélectionné sur un site où la série sédimentaire de l'Aalénien est plus continue et complète.

### Stratotype, PSM
La commission stratigraphique internationale et l'Union internationale des sciences géologiques (UISG) ont choisi des affleurements d'alternances de calcaires et de marnes dans la cordillère ibérique, proches du village de Fuentelsaz dans la partie nord-est de la province espagnole de Guadalajara à environ 170 km au nord-est de Madrid comme nouveau stratotype de l'Aalénien en 2000.
La base de l'étage correspond à la première apparition des espèces d'ammonites Leioceras opalinum et Leioceras lineatum.
Le Point stratotypique mondial (PSM) déterminant la base de l'étage a été sélectionné au sein de ces faciès qui témoignent d'une sédimentation régulière sans hiatus significatif. La coupe stratigraphique de Fuentelsaz montre une exposition continue de calcaires et de marnes d'âge Toarcien supérieur à Aalénien.
Le PSM de la base de l'étage Bajocien, qui vient après l'Aalénien et en délimite le sommet, a été défini  sur la côte du Portugal à Cabo Mondego.

## Subdivisions
Les ammonites constituent le principal groupe utilisé pour la biozonation de l'étage,.
| Étage    | Zone          | Sous-zone     |
| -------- | ------------- | ------------- |
| Aalénien | Concavum      | Limitatum     |
| Aalénien | Concavum      | Concavum      |
| Aalénien | Bradfordensis | Gigantea      |
| Aalénien | Bradfordensis | Bradfordensis |
| Aalénien | Murchisonae   | Murchisonae   |
| Aalénien | Murchisonae   | Haugi         |
| Aalénien | Opalinum      | Comptum       |
| Aalénien | Opalinum      | Opalinum      |

Cependant, dans la définition du PSM, plusieurs autres groupes de fossiles ont été utilisés :
- Brachiopodes,
- Ostracodes,
- Lamellibranches,
- Foraminifères,
- Nannofossiles calcaires,
- Palynomorphes.

## Paléogéographieetfaciès
- Dans l'Est de la France, les couches aaléniennes marno-calcaires, contiennent plusieurs niveaux d'oolithes ferrugineuses qui constituent un minerai de fer qui fut longtemps exploité sous le nom de minette en Lorraine ou au Luxembourg.
- En Franche-Comté et en Bourgogne, l'étage est caractérisé par des calcaires à entroques (débris de tiges ou de bras de crinoïdes).
- L'Aalénien affleure aussi largement dans les monts d'Or près de Lyon (Rhône), sous forme d'alternances de marnes et de calcaires à entroques présentant parfois une stratification entrecroisée.

## Paléontologie
Parmi les Mollusques deux groupes prédominent :
- les céphalopodes (ammonites, bélemnites, nautiles) :

Abbasites, Abbasitoïdes, Acrocoelites, Alocolytoceras, Brachybelus, Brasilia, Bredyia, Brevibelus, Catulloceras, Cenoceras, Cotteswoldia, Dactyloteuthis, Dumortieria, Esericeras, Euaptetoceras, Eudmetoceras, Euhoploceras, Graphoceras, Hammatoceras, Haplopleuroceras, Harpoceras, Hastites, Holcobelus, Homaloteuthis, Huddlestonia, Leioceras, Ludwigia, Mesoteuthis, Nautilus, Odontobelus, Parammatoceras, Phlyseogrammoceras, Planammatoceras, Pleodoniceras, Pleydellia, Pdseudammatoceras, Pseudobelus, Rhabdobelus, Rhodaniceras, Salpingoteuthis, Staufenia, Tmetoceras,…Dans le domaine pacifique la biozonation est basée sur les Bredyia et les Puchenquia, tandis que dans le domaine arctique les ammonites les plus fréquentes sont les Pseudolioceras.
- les Lamellibranches (bivalves) :

Astarte, Camptonectes, Ceratomya, Chlamys, Coelopsis, Ctenostreon, Cucullaea, Entolium, Gervillella, Grammatodon, Gresslya, Gryphaea, Homomya, Inoperna, Liostrea, Myophorella, Oxytoma, Palaeonucula, Pholadomya, Pinna, Plagiostoma, Pleuromya, Pronoella, Propeamussium, Pseudolimea, Scaphotrigonia, Tancredia, Trigonia…
On y trouve d'autres invertébrés diversifiés :
- Anthozoaires (polypiers)
- Annélides (vers),
- Brachiopodes,
- Bryozoaires,
- Crustacés,
- Échinodermes (astéries, crinoïdes, oursins),
- Gastéropodes.

Enfin, on y rencontre également des ossements de vertébrés — sauropsides (Ichthyosaurus, Plesiosaurus…) ou poissons (Annea, Asteracanthus, Chiloscyllium, Cristabatis, Doliobatis, Heterodontus, Jurobatos, Lissodus, Microtoxodus, Palaeobrachaelurus, Protospinax, Rhomphaiodon, Synechodus, Toarcibatis…) —, ainsi que des végétaux aquatiques (Ptilophyllum, Pagiophyllum…).